# Racek Kobyla ze Dvorce
Racek Kobyla ze Dvorce, též nazývaný Racek z Dvojic (14. století? - 2. února 1416 Kutná Hora) byl český šlechtic a vyšehradský purkrabí.

## Život
O dětství Racka Kobyly z Dvorce je známo velice málo, téměř vůbec nic. Racek Kobyla byl jedním z milců krále Václava IV. Nejpozději roku 1403 se stal držitelem hradu Stříbrná Skalice, který v tomto roce vypálilo vojsko uherského krále Zikmunda, nejspíše kvůli stříbru, které se ve Skalici težilo, a také fakt, že Racek Kobyla byl věrný Václavu IV. Racek ovšem se svými lidmi před dobytím prchl do blízkých Ratají nad Sázavou. V letech 1410-1416 byl vyšehradským purkrabím. Po vyhlášení interdiktu nad Prahou roku 1411 byl společně  s Vokem z Valdštejna určen mezi zplnomocněnce, kteří měli zabavit důchody duchovním osobám, obviněným ze spálení knih Jana Viklefa. Racek a Vok byli posléze pověřeni vizitacemi českých klášterů. Roku 1412 založil hrad Veselé, který se stal jeho soukromým sídlem. V roce 1416 byl společně se šlechticem Bořitou z Ostředka povolán do Kutné Hory, aby zde jednali s konšely o splátkách berně. Místní kněží na šlechtice poštvali kutnohorské havíře, kteří šlechtice 2. února 1416 přepadli v hostinci, v němž byli ubytováni. Bořitovi z Ostředka se podařilo uprchnout, Racek Kobyla byl společně se svými dvanácti služebníky zabit, rozsekán na kusy a jejich ostatky poházeli po ulici.

## Rodina
Manželkou Racka Kobyly byla Anna z Úlibic. Po smrti manžela převzala panství hradu Veselé, sestávající ze vsí Chocerady, Vráž a Dolince.

## Odrazy v kultuře
Racek Kobyla je jednou z postav ve hře Kingdom Come: Deliverance a Kingdom Come: Deliverence II.